# Imogen Cooper
Dame Imogen Cooper DBE (* 28. August 1949) ist eine englische Pianistin.

## Leben
Cooper wurde zwölfjährig Schülerin von Jacques Février und Yvonne Lefébure am Conservatoire de Paris. Nach dem Abschluss mit einem Ersten Preis setzte sie ihre Ausbildung in Wien bei Alfred Brendel, Paul Badura-Skoda und Jörg Demus fort. 1969 gewann sie in London den Mozart Memorial Prize. Es folgte eine Laufbahn als Klaviersolistin, Liedbegleiterin und Kammermusikerin. So nahm sie mit Wolfgang Holzmair Schuberts große Liedzyklen und mit Raphael Oleg und Sonia Wieder-Atherton dessen Klaviertrios auf und spielte mehrere Klavierkonzerte Mozarts ein. Zu ihrem Repertoire gehören die Klavierkonzerte von Beethoven, beide Konzerte Chopins, Schumanns Konzert, Ravels G-Dur-Konzert und das Dritte Konzert Bartóks.
Sie unternahm Konzertreisen durch Europa, Nordamerika, Australien und Japan, trat mit dem Boston Symphony Orchestra unter Seiji Ozawa in der Carnegie Hall auf und gab Konzerte u. a. mit dem New York Philharmonic Orchestra, dem London Symphony Orchestra, dem London Philharmonic Orchestra, dem Stockholm Chamber Orchestra, dem NHK-Sinfonieorchester, der Sächsischen Staatskapelle Dresden und dem Royal Concertgebouw Orchestra auf.
Mit einer Kammermusikgruppe der Berliner Philharmoniker brachte sie 1996 Voices of Angels, ein Klavierquintett von Brett Dean, zur Uraufführung. Sie selbst vergab einen Kompositionsauftrag für ein Solowerk (Traced Overhead) an Thomas Adès, dessen Uraufführung sie im gleichen Jahr spielte. 2003 spielte sie die Uraufführung von Decorated Skin von Deirdre Gribbin. Im Jahr 2007 wurde sie als Commander des Order of the British Empire (CBE) ausgezeichnet. 2021 folgte dann die Adelung als Dame Commander des Order of the British Empire (DBE).